# Ornithogalum abyssinicum
Ornithogalum abyssinicum là một loài thực vật có hoa trong họ Măng tây. Loài này được Fresen. mô tả khoa học đầu tiên năm 1834.